# Kichwa von Nordperu
Das Ketschua oder Kichwa von Nordperu (Quechua Runashimi oder Kichwa) sind die in den peruanischen Departamentos San Martín, Amazonas, Loreto und Madre de Dios, möglicherweise auch in Ucayali gesprochenen Varietäten des Chinchay-Quechua, die sich vom Kichwa in Ecuador und Kolumbien durch den Erhalt der ursprünglichen Morphologie des Quechua unterscheiden. Es ist als Kichwa eine der in Peru amtlich anerkannten und standardisierten Quechua-Varianten. Im Gebiet des Pastaza wird es auch Inka (Inga) genannt.

## Untergruppen und Sprecherzahlen
In der Provinz Lamas im Departamento San Martín sprechen von ca. 45.000 Quechuas Lamistas noch etwa 15.000 das Lamas-Quechua. Laut Gerald Taylor steht dem Lamas-Quechua das von nur noch wenigen Menschen im Departamento Amazonas gesprochene Chachapoyas-Quechua am nächsten, doch weist dieses einige sonst für Quechua untypische phonologische Veränderungen auf (Betonung der ersten Silbe im Wort und häufige Kontraktion), die eine gegenseitige Verständigung erschweren.
Im Departamento Loreto gibt es drei ethnische Gruppen (Kichwas), die Kichwa als Muttersprache haben: Die etwa 3500 Kichwaruna und ca. 1500 Alama oder Inga am Pastaza (Mundart Pastaza-Quechua), etwa 1500 Kichwa am Tigre und die rund 19.000 Napuruna am Napo (Mundart Napo-Quechua). Im Departamento Madre de Dios sprechen außerdem etwa 450 Menschen das Quechua santarrosino. Im Departamento Ucayali sprechen nach Census-Daten von 2007 knapp 6000 Menschen Quechua, doch sind diese nicht offiziell als ethnische Gruppe registriert oder einer Kichwa-Sprachvarietät zugeordnet, zumal hier Feldstudien fehlen.

## Soziolinguistische Situation
Während das Lamas-Quechua und besonders das Chachapoyas-Quechua bereits einige Zeit einer Verdrängung durch das Spanische ausgesetzt ist, sind die Mundarten in Loreto teilweise noch sehr vital und nehmen auf Grund der hohen Geburtenzahlen stark zu.
Das Kichwa von Nordperu wird in Peru amtlich als eine einheitliche Quechua-Variante (Kichwa) behandelt. Schulen mit interkultureller zweisprachiger Erziehung gibt es seit einigen Jahren in Loreto, San Martín und Madre de Dios. Während in Loreto an 142 Schulen Kichwa als Erstsprache der Schüler und an 51 Schulen als Zweitsprache dient, gibt es in San Martín 143 Schulen mit Kichwa als Zweitsprache und nur eine mit Kichwa als Erstsprache, in Madre Dios 6 Schulen mit Kichwa als Erstsprache und 2 mit Kichwa als Zweitsprache. In Ucayali und Amazonas gibt es keine Schulen mit Kichwa-Unterricht.

## Merkmale
Das Kichwa von Nordperu weist den für die Chinchay-Gruppe charakteristischen Lautbestand auf, so steht an Stelle von [q] immer [k]. Anlautendes [h] ist verstummt, so dass dieser Laut, ausgedrückt mit „j“, nur in spanischen Lehnwörtern vorkommt. Als Gemeinsamkeit mit anderen nordperuanischen Quechua-Varianten werden Pluralformen des Verbs durch Anhängen von „llapa“ gebildet.
In den Mundarten von Loreto ist außerdem auslautendes [k] und [n] verstummt, ähnlich wie im Inga-Kichwa Kolumbiens und in den Mundarten des Tieflands von Ecuador.